# بوب قاولد
بوب قاولد (بالإنجليزية: Bob Gould)‏ هو صاحب متجر ‏ أسترالي، ولد في 1937، وتوفي في 22 مايو 2011 في نيوتاون ‏ في أستراليا.